# Gustaaf Van Cauter
Gustaaf Van Cauter (Mechelen, 31 maart 1948) is een Belgisch voormalig wielrenner.

## Carrière
Van Cauter nam deel aan een grote ronde die hij niet uitreed. Hij nam deel aan twee klassiekers en won enkele kleinere wedstrijden en etappes. Hij nam in 1972 deel aan de Olympische Spelen waar hij met de Belgische ploeg deelnam aan de ploegentijdrit waar ze 4e werden; in dezelfde discipline werd hij wereldkampioen.

## Overwinningen
1970
1e etappe Ronde van Namen
1971
1e etappe DDR Rundfahrt
 100km TTT (amateurs)
Rund in Berlin

## Resultaten in voornaamste wedstrijden
| Jaar | Ronde van Italië | Ronde van Frankrijk | Ronde van Spanje |
| ---- | ---------------- | ------------------- | ---------------- |
| 1973 |                  | opgave              |                  |
| 1974 |                  |                     |                  |

| Jaar | Milaan-San Remo | Luik-Bast.‑Luik |
| ---- | --------------- | --------------- |
| 1973 |                 |                 |
| 1974 | 26e             | 37e             |